# جان-لويس روي
جان-لويس روي هو ناشط حقوق الإنسان ودبلوماسي وصحفي ومؤرخ كندي، ولد في 1 فبراير 1941 في نورماندين في كندا.